# Šimon Brixi
Simon Brixi (Vlkava bij Nymburk, Bohemen 28 oktober 1693  – Praag, 2 november 1735) was een Boheems componist, dirigent, advocaat en organist. 

## Leven
In de Noord-Boheemse muzikanten- en componisten-familie is Simon Brixi een belangrijk lid. Hij was onder andere de vader van František Xaver Brixi. Simons nicht Dorotea was in 1706 gehuwd met Jan Jiří Benda en daarmee de stammoeder van de componisten-familie Benda. 

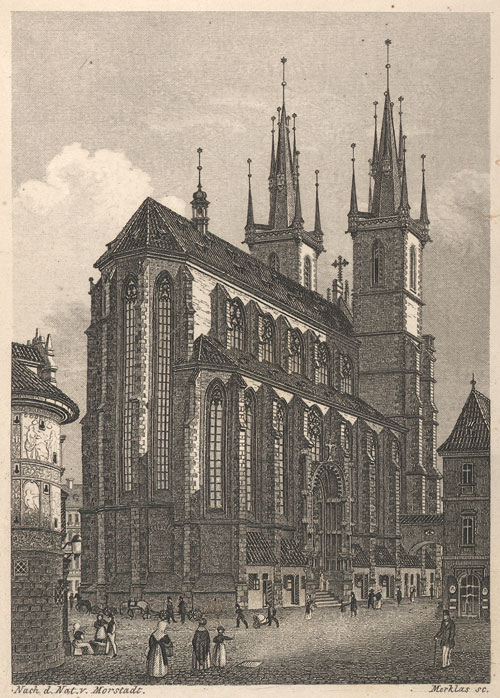
Týnkerk in de 19e eeuw

Hij kreeg zijn opleiding bij de jezuïeten in Jičín tussen 1711 en 1717. Simon Brixi studeerde eerst rechten aan de Karelsuniversiteit Praag en werd eerst organist aan de Rooms-katholieke Týnkerk' in Praag, waar later ook Josef Ferdinand Norbert Seger organist was. 
In 1720 kreeg hij misschien de eerste compositie-opdracht, een werk voor het "musica navalis" festival aan de Moldau, ter herdenking van het martelaarschap van de Boheemse heilige Johannes van Nepomuk. Voor dit festival kreeg hij in de jaren 1722 tot 1729 verdere opdrachten. 
In 1725 werd hij cantor en regens chori aan de kerk Sint-Martin binnen de muren in de Oude Stad van Praag.  

## Composities
Van Brixi's composities zijn er maar weinig bewaard gebleven.

### Missen, oratoria en gewijde muziek
- Graduale Pro Dominica Quinquagesimae proprium a klein
  1. Tu es Deus
- Litaniae de Venerabili sacramento
- Magnificat D groot, voor sopraan, alt (of: countertenor), tenor, bariton, gemengd koor, orkest en orgel, Nov. XII/1
  1. Magnificat
  2. Quia respexit
  3. Ecce enim ex hoc
  4. Quia fecit
  5. Et misericordia
  6. Fecit potentes
  7. Esurientes
  8. Sicut locutus
  9. Gloria
- Offertorium solenne de Epiphania Domini, voor tenor, drie bassen, gemengd koor en orkest
- Motetto voor Driekoningen "Slyš pak, ty národe"

## Publicaties
- Simon Brixi: Magnificat - Simon Brixi. in: "Musica antiqua Bohemica" 2, 2 - Partitour. Praag, Státní Hudební Vyd., 1967 33 p.

- Biblioteca Nacional de España: XX5152272
- Bibliothèque nationale de France: cb146328064 (data)
- Gemeinsame Normdatei: 1027302696
- International Standard Name Identifier: 0000 0001 0986 0136
- Library of Congress Control Number: nr88008095
- MusicBrainz: 0b480421-7d26-4007-a962-6ae8f45561cb
- Nationale Bibliotheek van Tsjechië: jn19990209082
- Nationale bibliotheek van Australië: 48041447
- Nederlandse Thesaurus van Auteursnamen: 203153650
- Réseau des bibliothèques de Suisse occidentale: 02-A024333529
- Système universitaire de documentation: 087888505
- Trove: 1479935
- Virtual International Authority File: 71649958
- WorldCat: E39PBJbMbHtjp7xy8BvrQXqfbd